# Відвідини в'язня його родиною в Італії
 Відвідини в'язня його родиною в Італії — картини на побутову тему художника Верещагіна Василя Петровича, викладача в Академії мистецтв Петербурга.
Представник академізму, Василь Петрович зробив досить вдалу художню кар'єру з міркувань побутових.  Про його успіхи в навчанні свідчать усі медалі, що він отримав. По завершенню навчання — отримав право на пенсіонерську подорож до Італії. Повернувшись, отримав посаду професора портретного та історичного живопису, 20 років викладав малюнок та композицію, мав замовлення від родичів самого царя. Але яскравої індивідуальності чи яскравої художньої манери так і не виробив. Мало кого тепер зацікавлять «Молитва Св. Анни, матері пророка Самуїла», «Двобій Добрині зі Змієм Гориничем» чи «Ілля Муромець на бенкеті у князя Володимира». Звертався він і до біблійних сюжетів («Ніч на Голгофі», Російський музей).
Але в часи перебування в Італії від звертався і до побутового жанру, де був трохи менш слухняним в тематиці (« Дівчина-італійка з кошиком винограду»). Нічого біблійного чи престижного не мала і композиція «Відвідини в'язня його родиною в Італії». Майже ідилічна сцена, де двоє ув'язнених грають з котом, а третього — відвідала дружина з дітьми. Нема тут і досить звичного натовпу, ефектних жестів, повчання позитивних персонажів, частої ознаки академічного історичного жанру.
Тільки арштантський одяг і важкі кайдани,  депресія ув'язненого батька контрастують з чистими обличчями дітей і матері. Це два різні світи, що гірко зіткнулися і знову розійдуться. В картині панувала реальна, невигадана трагедія.